# M-100 (Rakete)

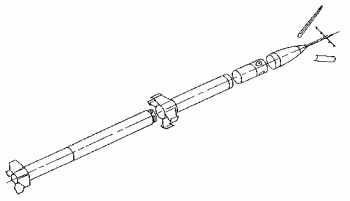
M-100

M-100 war eine sowjetische Höhenforschungsrakete mit zwei Stufen. Die M-100 wurde zwischen 1957 und 1990 gebaut, wurde in allen Ausführungen mindestens 6640 mal in die Thermosphäre geschossen und war damit die am häufigsten genutzte Höhenforschungsrakete der Welt. Sie war unter anderem als Wetterrakete im Einsatz.
Die M-100 konnte eine Nutzlast von 15 kg in eine Höhe von 90 km bringen. Das Startgewicht der M-100 betrug 475 kg. Die M-100 hatte einen Durchmesser von 0,25 m und eine Länge von 8,34 m.